# クロタール4世
クロタール4世（Chlothar IV, ? - 719年頃）は、メロヴィング朝のアウストラシア王（在位：717年 - 718年）。

## 生涯
テウデリク3世の子とされるが、詳細は不明である。717年、アウストラシア宮宰カール・マルテルはヴァンシー（Vincy）の戦いでネウストリア軍を破り、フランク王キルペリク2世はアキテーヌ公ウードのもとに逃れた。そこでカール・マルテルはクロタール4世を王位につけたが、キルペリク2世はネウストリアにおける支持を保ち続けたため、クロタール4世の王権はアウストラシアに限定された。718年に再びカール・マルテルは勝利し全フランクの宮宰となり、キルペリク2世をパリへ戻した。